# Kotež
Kotež je majhen otoček v skupini Brionskih otokov ob jugozahodni obali Istre severozahodno od Pule (Hrvaška).
Kotež leži okoli 3 km južno od Fažane in okoli 1,7 km vzhodno od Veliki Brijunna. Površina otočka je 0,078 km². Dolžina obalnega pasu je 1,24 km. Najvišji vrh otočka je visok 9 mnm.